# Дачний (зупинний пункт, Південна залізниця)
Дачний — пасажирський залізничний зупинний пункт Полтавської дирекції Південної залізниці.
Розташований на лінії Курінь — Прилуки між роз'їздом Коломійцеве (9 км) та станцією Прилуки (10 км) поблизу присадибних ділянок Прилуцького району Чернігівської області.
Відкрита у 1970-х роках.
Станом на березень 2020 року щодня три пари дизель-потягів прямують за напрямком Бахмач-Пасажирський/Варварівський — Прилуки.